# Documento di Vienna
Il documento di Vienna sulle misure miranti a rafforzare la fiducia e la sicurezza è una raccolta di misure di trasparenza e di rafforzamento della fiducia e della sicurezza tra i 57 Paesi partecipanti all’OSCE.
Con un impianto che risale al Documento di Stoccolma del 1986, pur esteso e rivisto nel 1990, 1992, 1994, 1999 e 2011, costituisce un accordo politicamente vincolante, più flessibile rispetto al Trattato sulle forze armate convenzionali in Europa. Entrambi i documenti, unitamente al Trattato sui Cieli Aperti, costituiscono i tre pilastri dell’architettura di controllo armamenti convenzionali.
L’attuale versione del 2011 è articolata su dodici capitoli che prevedono:
- scambi di informazione annuali sulla struttura e la consistenza delle forze militari nell’area di applicazione (continente europeo, parte europea della Russia e territori delle repubbliche centro-asiatiche ex-sovietiche), sulla pianificazione di sviluppo a medio e lungo termine, sulla politica di difesa, le dottrine e i bilanci militari;
- consultazione e cooperazione nel caso di attività militari insolite o di incidenti pericolosi di natura militare;
- attività di cooperazione con carattere periodico (visite a base aerea) o aperiodico (visite a installazione militari e dimostrazione di nuovi equipaggiamenti, scambi di visite di personale e unità e addestramento congiunto);
- notifica preventiva ed eventuale osservazione di talune attività militari;
- misure per la verifica dell’osservanza delle norme ivi previste (ispezioni e visite valutative);
- misure di cooperazione regionale che incoraggiano gli Stati parte ad adottare misure per incrementare la trasparenza e la fiducia, anche sulla base di accordi separati, in un contesto bilaterale, multilaterale o regionale.

Nel 2019, gli alleati della NATO, insieme a Finlandia e Svezia, hanno presentato all’OSCE una nuova proposta per modernizzare il Documento. Essa mira a ripristinare la fiducia, costruire la prevedibilità reciproca e ridurre i rischi di conflitto.
Nel febbraio 2022 Lituania, Lettonia ed Estonia hanno invocato il meccanismo di riduzione del rischio secondo quanto previsto dal Cap. III (al paragrafo 16) del Documento di Vienna, chiedendo alla Bielorussia informazioni in merito alle attività militari insolite in corso sul suo territorio. Anche l'Ucraina ha invocato il medesimo meccanismo l'11 febbraio, esigendo delucidazioni da parte della Federazione Russa sulle attività militari in atto nelle aree limitrofe all'Ucraina e in Crimea. Tale richiesta è stata reiterata il 18 febbraio in occasione di una seduta straordinaria del Consiglio Permanente e del Foro di cooperazione per la sicurezza. L'appello ucraino è stato sostenuto anche da altre delegazioni, tra cui quella dell'Unione Europea.